# Jaroslav Pospíšil
Jaroslav Pospíšil (9 de febrero de 1981) es un tenista profesional de República Checa.

## Carrera
Su ranking individual más alto fue el No. 103 alcanzado el 23 de mayo de 2011, mientras que en dobles logró el puesto Nº 115 el 1 de octubre de 2012.
En la modalidad individuales ha ganado 3 torneos de la ATP Challenger Series. Mientras que en dobles ha ganado 11 torneos.

## Títulos; 14 (3 + 11)
| Leyenda                     | Individuales | Dobles |
| --------------------------- | ------------ | ------ |
| Grand Slam                  | 0            | 0      |
| ATP World Tour Finals       | 0            | 0      |
| ATP World Tour Masters 1000 | 0            | 0      |
| ATP World Tour 500 Series   | 0            | 0      |
| ATP World Tour 250 Series   | 0            | 0      |
| ATP Challenger Series       | 3            | 11     |

### Individuales
| N.º | Fecha      | Torneo               | Superficie | Oponente en la final | Resultado     |
| --- | ---------- | -------------------- | ---------- | -------------------- | ------------- |
| 1.  | 26.09.2010 | Challenger de Trnava | Tierra     | Yuri Schukin         | 6–4, 4–6, 6–3 |
| 2.  | 20.02.2011 | Challenger de Meknes | Tierra     | Guillermo Olaso      | 6–1, 3–6, 6–3 |
| 3.  | 29.09.2013 | Challenger de Sibiu  | Tierra     | Marco Cecchinato     | 4-6, 6-4, 6-1 |

### Dobles
| No. | Fecha      | Torneo                              | Superficie | Pareja               | Rival en la final                             | Resultado       |
| --- | ---------- | ----------------------------------- | ---------- | -------------------- | --------------------------------------------- | --------------- |
| 1.  | 30.04.2006 | Challenger de Bérgamo               | Tierra     | Jan Hájek            | Marcelo Charpentier Tomas Tenconi             | 6-2, 6-2        |
| 2.  | 07.05.2006 | Challenger de Ostrava               | Tierra     | Pavel Šnobel         | Philipp Marx Torsten Popp                     | 6-4, 6-73, 10-6 |
| 3.  | 11.05.2008 | Challenger de Rijeka                | Tierra     | Dušan Karol          | Alex Kuznetsov Dick Norman                    | 6-4, 6-4        |
| 4.  | 20.07.2008 | Challenger de Oberstaufen           | Tierra     | Dušan Karol          | André Ghem Boy Westerhof                      | 6-72, 6-1, 10-6 |
| 5.  | 25.09.2011 | Challenger de Trnava                | Tierra     | Colin Ebelthite      | Alexander Bury Andrei Wassilewski             | 6-3, 6-4        |
| 6.  | 30.10.2011 | Challenger de São José do Rio Preto | Tierra     | Frederico Gil        | Franco Ferreiro Rubén Ramírez Hidalgo         | 6-4, 6-4        |
| 7.  | 26.02.2012 | Challenger de Meknes                | Tierra     | Adrián Menéndez      | Gerard Granollers Iván Navarro                | 6-3, 3-6, 10-8  |
| 8.  | 08.09.2013 | Challenger de Brasov                | Tierra     | Oleksandr Nedovyesov | Teodor-Dacian Crăciun Petru-Alexandru Luncanu | 6–3, 6-1        |
| 9.  | 12.04.2014 | Challenger de Mersin                | Tierra     | Radu Albot           | Thomas Fabbiano Matteo Viola                  | 7-67, 6-1       |
| 10. | 28.06.2014 | Challenger de Marburgo              | Tierra     | Franko Škugor        | Diego Schwartzman Horacio Zeballos            | 6-4, 6-4        |
| 11. | 03.08.2014 | Challenger de Liberec               | Tierra     | Roman Jebavý         | Ruben Gonzales Sean Thornley                  | 6-4, 6-3        |